# Adria Mobil/2006
Deze pagina geeft een overzicht van de Adria Mobil wielerploeg in 2006.

## Transfers
| Inkomend        | Team 2005                 | Uitgaand      | Team 2006       |
| --------------- | ------------------------- | ------------- | --------------- |
| Bruno Bertolini | Onbekend                  | Jure Bregar   | Onbekend        |
| Zoran Klemenčič | Tenax-Nobili Rubinetterie | Bogdan Muska  | Onbekend        |
| Luka Kodra      | Onbekend                  | Vid Ogris     | Team PR Austria |
| Tomaž Nose      | Phonak Hearing Systems    | Primoz Segina | Onbekend        |
| Joze Senekovic  | Onbekend                  |               |                 |
| Miha Solar      | Onbekend                  |               |                 |
| Jure Zagar      | Onbekend                  |               |                 |

## Renners
| Naam                          | Geboortedatum    | Nationaliteit | Ploeg 2005                |
| ----------------------------- | ---------------- | ------------- | ------------------------- |
| Saso Barantin                 | 19 maart 1986    | Slovenië      |                           |
| Bruno Bertolini (vanaf 07/04) | 10 juni 1981     | Italië        | Onbekend                  |
| Robert Kišerlovski            | 9 augustus 1986  | Kroatië       |                           |
| Zoran Klemenčič               | 28 april 1976    | Slovenië      | Tenax-Nobili Rubinetterie |
| Luka Kodra                    | 16 januari 1986  | Slovenië      | Onbekend                  |
| Tomaž Nose                    | 21 april 1982    | Slovenië      | Phonak Hearing Systems    |
| Joze Senekovic                | 12 maart 1986    | Slovenië      | Onbekend                  |
| Miha Solar                    | 15 maart 1982    | Slovenië      | Onbekend                  |
| Simon Špilak                  | 23 juni 1986     | Slovenië      |                           |
| Miha Svab                     | 20 april 1984    | Slovenië      |                           |
| Jure Zagar                    | 23 februari 1987 | Slovenië      | Onbekend                  |
| Matej Zorko                   | 1 april 1982     | Slovenië      |                           |
| Simon Zupancic                | 25 november 1986 | Slovenië      |                           |

## Kalender (profwedstrijden)
| Wedstrijd                           | Datum            | Categorie |
| ----------------------------------- | ---------------- | --------- |
| Ronde van Trentino                  | 18-21 april 2006 | 2.1       |
| GP Industria & Artigianato-Larciano | 29 april 2006    | 1.1       |
| Ronde van Toscane                   | 30 april 2006    | 1.1       |
| Ronde van Slovenië                  | 8-11 juni 2006   | 2.1       |
| Ronde van de Apennijnen             | 23 juni 2006     | 1.1       |

## Overwinningen
| Wedstrijd                         | Datum          | Categorie | Winnaar      |
| --------------------------------- | -------------- | --------- | ------------ |
| Poreč Trophy                      | 12 maart 2006  | 1.2       | Simon Špilak |
| 2e etappe Ronde van Slovenië      | 9 juni 2006    | 2.1       | Tomaž Nose   |
| 3e etappe Ronde van Slovenië      | 10 juni 2006   | 2.1       | Tomaž Nose   |
| Eindklassement Ronde van Slovenië | 8-11 juni 2006 | 2.1       | Tomaž Nose   |

2005 · 2006 · 2007 · 2008 · 2009 · 2010 · 2011 · 2012 · 2013 · 2014 · 2015 · 2016